# فیگارو-مونتمانی
فیگارو-مونتمانی (به اسپانیایی: Figaró-Montmany) یک منطقهٔ مسکونی در اسپانیا است که در والس اورینتال واقع شده‌است. فیگارو-مونتمانی ۱۵٫۰ کیلومتر مربع مساحت دارد.